# Gruppo di minerali
Un gruppo di minerali, secondo la definizione dell'Associazione Mineralogica Internazionale (IMA), contiene due o più minerali con la stessa struttura o essenzialmente la stessa struttura e composti di elementi chimicamente simili.
Con "stessa struttura" si intendono quei minerali con strutture isotipiche ossia minerali appartenenti alla stessa classe strutturale, mentre con la frase "essenzialmente la stessa struttura" ci si riferisce alle strutture omeotipiche, ossia quelle strutture in cui tutte le caratteristiche essenziali vengono conservate, anche se non è detto che due minerali omeotipici abbiano lo stesso gruppo spaziale. I politipi di un minerale, invece, non sono considerati un gruppo.
Tale definizione è stata data nel 2009 dalla Commissione per i nuovi minerali, la nomenclatura e la classificazione (CNMNC) dell'IMA, che ha pubblicato una definizione di gruppo coerente insieme a uno schema di classificazione gerarchica standardizzato:
()

La definizione di gruppo non deve essere confusa con il concetto di specie minerale, la cui classificazione si basa principalmente sull'anione principale, o sul complesso anionico o alla mancanza di un anione.
Il modo di raggruppare i minerali, però, può essere anche affrontato in modo differente; oltre al modello proposto dall'IMA, di gran lunga il più usato proprio per l'internazionalità della sua commissione, esistono altri tipi di classificazione, come la Fleischer's Glossary of Mineral Species che segue criteri simili oppure la classificazione della JCPDS (Joint Committee on Powder Diffraction Standards), che classifica i minerali principalmente in base alla somiglianza dei loro modelli di diffrazione dei raggi X e quindi alla loro struttura. In questo caso, un gruppo minerale include solo minerali di un tipo strutturale, ma senza restrizioni sulla composizione. I minerali la cui struttura può essere descritta distorcendo la struttura di un gruppo sono considerati "strutture correlate" a questo gruppo.
Per quanto riguarda la classificazione IMA, bisogna fare una distinzione tra gruppi "approvati" e gruppi "non approvati": questi ultimi, nonostante il loro status, sono comunque utilizzati per la classificazione dei minerali, anche all'interno di supergruppi di minerali che hanno lo status di "approvati", come per esempio accade al supergruppo della labuntsovite.

## Gruppi di minerali approvati dall'IMA
| Nome del gruppo                             | Minerali | fonti   |
| ------------------------------------------- | --- | ------- |
| Gruppo dell'adelite-descloizite             | adelite · arsendescloizite · austinite · čechite · cobaltaustinite · conicalcite · descloizite · duftite · duftite-alpha · gottlobite · hermannroseite · mottramite · nickelaustinite · pirobelonite · tangeite · vuagnatite | [ 5 ]   |
| Gruppo dell'aeschynite                      | aeschynite-(Ce) · aeschynite-(Nd) · aeschynite-(Y) · nioboaeschynite-(Ce) · nioboaeschynite-(Nd) · nioboaeschynite-(Y) · rynersonite · tantalaeschynite-(Y) · vigezzite | [ 6 ]   |
| Gruppo dell'aftitalite                      | aftitalite | [ 7 ]   |
| Gruppo dell'aleksite                        | aleksite · babkinite · clogauite · kochkarite · poubaite · rucklidgeite · saddlebackite | [ 8 ]   |
| Gruppo dell'allanite                        | allanite-(Ce) · allanite-(La) · allanite-(Nd) · allanite-(Sm) · allanite-(Y) · androsite-(Ce) · dissakisite-(Ce) · dissakisite-(La) · ferriakasakaite-(Ce) · ferriakasakaite-(La) · ferriallanite-(Ce) · ferriallanite-(La) · ferriandrosite-(Ce) · ferriandrosite-(La) · manganiakasakaite-(La) · manganiandrosite-(Ce) · manganiandrosite-(La) · uedaite-(Ce) · vanadoakasakaite-(Ce) · vanadoallanite-(La) · vanadoandrosite-(Ce) | [ 9 ]   |
| Gruppo dell'alluaudite                      | alluaudite · alluaudite-Ca☐ · alluaudite-Na☐ · arseniopleite · badalovite · bradaczekite · calciohatertite · calciojohillerite · camanchacaite · canutite · caryinite · erikapohlite · ferroalluaudite · ferroalluaudite-NaNa · ferrohagendorfite · groatite · hagendorfite · hagendorfite-NaNa · hatertite · johillerite · keyite · khrenovite · maghagendorfite · magnesiocanutite · magnesiohatertite · nickenichite · o'danielite · paraberzeliite · varulite · yazganite · zhanghuifenite · zincobradaczekite | [ 10 ]  |
| Gruppo dell'allume                          | alum-(K) · alum-(Na) · lanmuchangite · tschermigite | [ 11 ]  |
| Gruppo dell'alnaperbøeite                   | alnaperbøeite-(Ce) | [ 12 ]  |
| Gruppo dell'alotrichite                     | alotrichite · apjohnite · bílinite · dietrichite · pickeringite · redingtonite · wupatkiite | [ 13 ]  |
| Gruppo dell'alunite                         | alunite · ammonioalunite · ammoniojarosite · argentojarosite · beaverite-(Cu) · beaverite-(Zn) · dorallcharite · idroniojarosite · huangite · jarosite · natroalunite · natroalunite-2c · natrojarosite · osarizawaite · plumbojarosite · schlossmacherite · walthierite | [ 14 ]  |
| Gruppo dell'ancylite                        | ancylite-(Ce) · ancylite-(La) · calcioancylite-(Ce) · calcioancylite-(La) · calcioancylite-(Nd) · gysinite-(Ce) · gysinite-(La) · gysinite-(Nd) | [ 15 ]  |
| Gruppo dell'apatite                         | alforsite · apatite · clorapatite · fluoralforsite · fluorapatite · fluorpiromorfite · idrossilapatite · idrossilpiromorfite · johnbaumite · mimetite · ossipiromorfite · pieczkaite · pliniusite · piromorfite · stronadelphite · svabite · turneaureite · vanadinite | [ 16 ]  |
| Gruppo dell'apofillite                      | fluorapofillite-(Cs) · fluorapofillite-(K) · fluorapofillite-(Na) · fluorapofillite-(NH4) · idrossiapofillite-(K) · idrossimcglassonite-(K) | [ 17 ]  |
| Gruppo dell'arctite                         | arctite · ariegilatite · dargaite · nabimusaite | [ 18 ]  |
| Gruppo dell'arrojadite                      | arrojadite-(KFe) · arrojadite-(KFeNa) · arrojadite-(KNa) · arrojadite-(NaFe) · arrojadite-(PbFe) · arrojadite-(SrFe) · dickinsonite-(KMnNa) · ferriarrojadite-(BaNa) · fluorarrojadite-(BaFe) · fluorarrojadite-(BaNa) · fluorarrojadite-(KNa) · fluorarrojadite-(NaFe) · fluorcarmoite-(BaNa) · manganoarrojadite-(KNa) · sigismundite | [ 19 ]  |
| Gruppo dell'arsenopirite                    | arsenopirite · glaucodoto · gudmundite · osarsite · ruarsite | [ 20 ]  |
| Gruppo dell'arthurite                       | arthurite · bendadaite · cobaltarthurite · earlshannonite · kunatite · ojuelaite · whitmoreite | [ 21 ]  |
| Gruppo dell'åskagenite                      | åskagenite-(Nd) | [ 22 ]  |
| Gruppo dell'atacamite                       | atacamite · botallackite · clinoatacamite · gillardite · haydeeite · herbertsmithite · hibbingite · iyoite · kapellasite · kempite · leverettite · misakiite · paratacamite · paratacamite-(Mg) · paratacamite-(Ni) · tondiite | [ 23 ]  |
| Gruppo dell'autunite                        | autunite · bassetite · heinrichite · idronováčekite · kahlerite · nováčekite · rauchite · sabugalite · saléeite · torbernite · uranocircite · uranospinite · zeunerite | [ 24 ]  |
| Gruppo dell'axinite                         | axinite-(Fe) · axinite-(Mg) · axinite-(Mn) · tinzenite | [ 25 ]  |
| Gruppo della baddeleyite                    | akaogiite · baddeleyite | [ 26 ]  |
| Gruppo della bafertisite                    | bafertisite · bobshannonite · bussenite · cámaraite · hejtmanite · jinshajiangite · perraultite · yoshimuraite | [ 27 ]  |
| Gruppo della belovite                       | belovite-(Ce) · belovite-(La) · carlgieseckeite-(Nd) · deloneite · fluorcaphite · fluorstrophite · kuannersuite-(Ce) | [ 28 ]  |
| Gruppo del berillo                          | avdeevite · bazzite · berillo · johnkoivulaite · pezzottaite · stoppaniite | [ 29 ]  |
| Gruppo della beraunite                      | beraunite · ferroberaunite · tvrdýite · zincoberaunite | [ 30 ]  |
| Gruppo della berzeliite                     | berzeliite · manganberzeliite · palenzonaite · schäferite | [ 31 ]  |
| Gruppo della betafite                       | ossicalciobetafite · ossiuranobetafite · ossiyttrobetafite-(Y) | [ 32 ]  |
| Gruppo della betpakdalite                   | betpakdalite-CaCa · betpakdalite-CaMg · betpakdalite-FeFe · betpakdalite-NaCa · betpakdalite-NaNa | [ 33 ]  |
| Gruppo della beudantite                     | beudantite · cloudite · corkite · gallobeudantite · hidalgoite · hinsdalite · kemmlitzite · oberwolfachite · svanbergite · weilerite · woodhouseite | [ 34 ]  |
| Gruppo della bjarebyite                     | bjarebyite · johntomaite · kulanite · nigelcookite · penikisite · perloffite · plumbojohntomaite · plumboperloffite · stronzioperloffite | [ 35 ]  |
| Gruppo della biraite                        | alexkuznetsovite-(Ce) · alexkuznetsovite-(La) · biraite-(Ce) · biraite-(La) | [ 36 ]  |
| Gruppo della bitikleite                     | bitikleite · dzhuluite · elbrusite · usturite | [ 37 ]  |
| Gruppo della bobfergusonite                 | bobfergusonite · ferrobobfergusonite | [ 38 ]  |
| Gruppo della boracite                       | boracite · chambersite · congolite · ericaite · trembathite | [ 39 ]  |
| Gruppo della bottinoite                     | bottinoite · brandholzite | [ 40 ]  |
| Gruppo della brandtite                      | brandtite · dobšináite · kröhnkite · roselite · rruffite · wendwilsonite · zincroselite | [ 41 ]  |
| Gruppo della britholite                     | britholite-(Ce) · britholite-(La) · britholite-(Y) · calciobritholite · fluorbritholite-(Ce) · fluorbritholite-(Nd) · fluorbritholite-(Y) · fluorcalciobritholite · tritomite-(Ce) · tritomite-(Y) | [ 42 ]  |
| Gruppo della burbankite                     | burbankite · calcioburbankite · khanneshite · lishiite · petersenite-(Ce) · rémondite-(Ce) · rémondite-(La) · sanrománite | [ 43 ]  |
| Gruppo della byströmite                     | byströmite · ordoñezite · tredouxite | [ 44 ]  |
| Gruppo della calcioferrite                  | Suddiviso in due sottogruppi: sottogruppo della calcioferrite: calcioferrite · zodacite sottogruppo della montgomeryite: fanfaniite · kingsmountite · montgomeryite | [ 45 ]  |
| Gruppo della calcite                        | calcite · gaspéite · magnesite · otavite · rodocrosite · sferocobaltite · siderite · smithsonite | [ 46 ]  |
| Gruppo del calomelano                       | calomelano · kuzminite · moschelite | [ 47 ]  |
| Gruppo della canasite                       | canasite · fluorcanasite · frankamenite | [ 48 ]  |
| Gruppo della cancrinite                     | afghanite · alloriite · balliranoite · betzite · biachellaite · bystrite · cancrinite · cancrisilite · carbobystrite · carnegieite · davidsmithite · davyna · depmeierite · fantappièite · farneseite · franzinite · giuseppettite · idrossicancrinite · kalsilite · kircherite · kyanoxalite · Leucite · liottite · marinellite · metaleucite · microsommite · nefelina · pitiglianoite · quadridavyna · sacrofanite · steudelite · sulfidrilbystrite · tounkite · vishnevite | [ 49 ]  |
| Gruppo della caolinite-serpentino           | Lo stesso argomento in dettaglio: Gruppo del serpentino . | [ 50 ]  |
| Gruppo della carpholite                     | carpholite · ferrocarpholite · magnesiocarpholite · potassiccarpholite · vanadiocarpholite | [ 51 ]  |
| Gruppo della cerite                         | Suddiviso in due sottogruppi: sottogruppo della cerite: aluminocerite-(CeCa) · cerite-(CeCa) · ferricerite-(LaCa) sottogruppo della taipingite: aluminotaipingite-(CeCa) · taipingite-(CeCa) | [ 52 ]  |
| Gruppo della chabournéite                   | chabournéite · dalnegroite · dewitite · protochabournéite · shimenite · vallouiseite | [ 53 ]  |
| Gruppo della chevkinite                     | Suddiviso in due sottogruppi: sottogruppo della chevkinite: chevkinite-(Ce) · chevkinite-(Nd) · christofschäferite-(Ce) · delhuyarite-(Ce) · dingdaohengite-(Ce) · maoniupingite-(Ce) · polyakovite-(Ce) – sottogruppo della perrierite: hezuolinite · matsubaraite · perrierite-(Ce) · perrierite-(La) · perrierite-(Nd) · rengeite · stronziochevkinite | [ 54 ]  |
| Gruppo della cianotrichite                  | camérolaite · carbonatocianotrichite · cianotrichite · khaidarkanite | [ 55 ]  |
| Gruppo della clorargirite                   | bromargirite · clorargirite · marshite · miersite · nantokite | [ 56 ]  |
| Gruppo della clorite                        | baileycloro · borocookeite · chamosite · clinocloro · cookeite · donbassite · franklinfurnaceite · glagolevite · gonyerite · nimite · pennantite · sudoite | [ 57 ]  |
| Gruppo della cloritoide                     | carboirite · cloritoide · magnesiocloritoide · ottrélite | [ 58 ]  |
| Gruppo della clorophoenicite                | clorophoenicite · jarosewichite · magnesioclorophoenicite · peterchinite | [ 59 ]  |
| Gruppo della cobaltite                      | andrieslombaardite · changchengite · cobaltite · gersdorffite · hollingworthite · irarsite · jolliffeite · kalungaite · maslovite · mayingite · michenerite · milotaite · padmaite · platarsite · testibiopalladite · tolovkite · ullmannite · willyamite | [ 60 ]  |
| Gruppo della collinsite                     | anortoroselite · cassidyite · collinsite · gaitite · hillite · nickeltalmessite · parabrandtite · talmessite | [ 61 ]  |
| Gruppo della columbite                      | columbite-(Fe) · columbite-(Mg) · columbite-(Mn) · qitianlingite · tantalite-(Fe) · tantalite-(Mg) · tantalite-(Mn) | [ 62 ]  |
| Gruppo della copiapite                      | aluminocopiapite · calciocopiapite · copiapite · cuprocopiapite · ferricopiapite · magnesiocopiapite · zincocopiapite | [ 63 ]  |
| Gruppo della coronadite                     | coronadite · criptomelano · ferricoronadite · ferrihollandite · hollandite · manjiroite · stronziomelano · talliomelano | [ 64 ]  |
| Gruppo della coulsellite                    | fluornatrocoulsellite | [ 65 ]  |
| Gruppo della crichtonite                    | almeidaite · botuobinskite · cleusonite · crichtonite · davidite-(Ce) · davidite-(La) · davidite-(Y) · dessauite-(Y) · gramaccioliite-(Y) · haitaite-(La) · landauite · lindsleyite · loveringite · mapiquiroite · mathiasite · mianningite · mirnyite · paseroite · saranovskite · senaite | [ 66 ]  |
| Gruppo della cualstibite                    | cualstibite · dritsite · omsite · zincalstibite | [ 67 ]  |
| Gruppo del diasporo                         | bracewellite · diasporo · goethite · groutite · montroseite · tsumgallite | [ 68 ]  |
| Gruppo della dollaseite                     | dollaseite-(Ce) · khristovite-(Ce) · vielleaureite-(Ce) | [ 69 ]  |
| Gruppo della dolomite                       | ankerite · dolomite · kutnohorite · minrecordite · norsethite · škáchaite | [ 70 ]  |
| Gruppo della dussertite                     | arsenocrandallite · arsenoflorencite-(Ce) · arsenoflorencite-(La) · arsenoflorencite-(Nd) · arsenogorceixite · arsenogoyazite · arsenowaylandite · dussertite · graulichite-(Ce) · graulichite-(La) · karlseifertite · philipsbornite · segnitite | [ 71 ]  |
| Gruppo dell'ellestadite                     | clorellestadite · fluorellestadite · idrossilellestadite · mattheddleite | [ 72 ]  |
| Gruppo dell'elsmoreite                      | idrokenoelsmoreite · idroplumboelsmoreite · idrossikenoelsmoreite | [ 73 ]  |
| Gruppo dell'ematite                         | corindone · ematite · eskolaite · karelianite · tistarite | [ 74 ]  |
| Gruppo dell'ematolite                       | arakiite · dixenite · ematolite · kraisslite · mcgovernite · synadelphite · turtmannite | [ 75 ]  |
| Gruppo dell'enigmatite                      | enigmatite · krinovite · kuratite · wilkinsonite | [ 76 ]  |
| Gruppo dell'epidoto                         | clinozoisite · epidoto · epidoto-(Sr) · hancockite · heflikite · mukhinite · niigataite · piemontite · piemontite-(Pb) · piemontite-(Sr) · tweddillite | [ 77 ]  |
| Gruppo dell'ettringite                      | bentorite · buryatite · carraraite · charlesite · chiyokoite · ettringite · hielscherite · imayoshiite · jouravskite · kottenheimite · micheelsenite · siwaqaite · sturmanite · tatarinovite · thaumasite | [ 78 ]  |
| Gruppo dell'eudialite                       | alluaivite · amableite-(Ce) · andrianovite · aqualite · carbokentbrooksite · davinciite · dualite · eudialite · feklichevite · fengchengite · ferrokentbrooksite · georgbarsanovite · golyshevite · idrorastsvetaevite · ikranite · ilyukhinite · johnsenite-(Ce) · kentbrooksite · khomyakovite · labyrinthite · manganoeudialyte · manganokhomyakovite · mogovidite · odikhinchaite · oneillite · raslakite · rastsvetaevite · selsurtite · sergevanite · siudaite · taseqite · voronkovite · zirsilite-(Ce) | [ 79 ]  |
| Gruppo dell'euxenite                        | euxenite-(Y) · fersmite · kobeite-(Y) · loranskite-(Y) · tanteuxenite-(Y) · uranopolicrasio · yttrocrasite-(Y) | [ 80 ]  |
| Gruppo della fairfieldite                   | fairfieldite · messelite | [ 81 ]  |
| Gruppo della famiglia della pascoite        | Suddiviso in due gruppi: gruppo della lasalite: ammoniolasalite · lasalite gruppo della pascoite: huemulite · hummerite · magnesiopascoite · pascoite · rakovanite | [ 82 ]  |
| Gruppo della famiglia della sterryite       | hayyanite · sterryite | [ 83 ]  |
| Gruppo della farmacosiderite                | farmacosiderite · natrofarmacosiderite · bariofarmacosiderite · idroniofarmacosiderite | [ 84 ]  |
| Gruppo della fedorite                       | fedorite · martinite | [ 85 ]  |
| Gruppo del feldspato                        | Suddiviso in tre gruppi: | [ 86 ]  |
| Gruppo della fillowite                      | chladniite · fillowite · galileiite · johnsomervilleite | [ 87 ]  |
| Gruppo della fleischerite                   | despujolsite · fleischerite · genplesite · mallestigite · schaurteite | [ 88 ]  |
| Gruppo della fluorite                       | fluorite · fluorocronite · frankdicksonite · stronziofluorite | [ 89 ]  |
| Gruppo della fosfuranilite                  | althupite · bergenite · dewindtite · dumontite · fosfuranilite · françoisite-(Ce) · françoisite-(Nd) · hügelite · phuralumite · phurcalite · upalite · vanmeersscheite · yingjiangite | [ 90 ]  |
| Gruppo della francevillite                  | curienite · finchite · francevillite · fritzscheite | [ 91 ]  |
| Gruppo della gadolinite                     | Suddiviso in due sottogruppi: sottogruppo della gadolinite: calcibeborosilite-(Y) · gadolinite-(Ce) · gadolinite-(Nd) · gadolinite-(Y) · hingganite-(Ce) · hingganite-(Nd) · hingganite-(Y) · hingganite-(Yb) · minasgeraisite-(Y) sottogruppo della datolite: datolite · homilite | [ 92 ]  |
| Gruppo della galena                         | alabandite · altaite · clausthalite · galena · niningerite · oldhamite | [ 93 ]  |
| Gruppo della galkhaite                      | ferrovorontsovite · galkhaite · vorontsovite | [ 94 ]  |
| Gruppo della gasparite                      | gasparite-(Ce) · gasparite-(La) | [ 95 ]  |
| Gruppo della gatelite                       | ferriperbøeite-(Ce) · ferriperbøeite-(La) · gatelite-(Ce) · perbøeite-(Ce) · perbøeite-(La) | [ 96 ]  |
| Gruppo della germanite                      | chatkalite · colusite · germanite · germanocolusite · nekrasovite · renierite · stibiocolusite | [ 97 ]  |
| Gruppo del gesso                            | brushite · churchite-(Y) · farmacolite · gesso | [ 98 ]  |
| Gruppo del granato                          | almandino · andradite · calderite · eringaite · goldmanite · grossularia · knorringite · majorite · menzerite-(Y) · momoiite · morimotoite · piropo · rubinite · spessartina · uvarovite | [ 99 ]  |
| Gruppo dell'hauchecornite                   | arsenohauchecornite · arsenotučekite · bismutohauchecornite · hauchecornite · hrabákite · tellurohauchecornite · tučekite | [ 100 ] |
| Gruppo dell'hedyphane                       | aiolosite · caracolite · cesanite · fluorfosfohedyphane · fluorsigaiite · fosfohedyphane · hedyphane · idrossilhedyphane · miyahisaite · morelandite · parafiniukite | [ 101 ] |
| Gruppo dell'hellandite                      | ciprianiite · ferri-hellandite-(Ce) · ferri-mottanaite-(Ce) · hellandite-(Ce) · hellandite-(Y) · mottanaite-(Ce) · tadzhikite-(Ce) | [ 102 ] |
| Gruppo dell'helvine                         | danalite · genthelvite · helvine · tugtupite | [ 103 ] |
| Gruppo dell'henritermierite                 | holtstamite · henritermierite | [ 104 ] |
| Gruppo dell'herderite                       | Suddiviso in due sottogruppi: sottogruppo della drugmanite: drugmanite sottogruppo dell'herderite: bergslagite · herderite · idrossilherderite | [ 105 ] |
| Gruppo dell'hilairite                       | calciohilairite · hilairite · komkovite · pyatenkoite-(Y) · sazykinaite-(Y) | [ 106 ] |
| Gruppo dell'högbomite                       | Lo stesso argomento in dettaglio: Supergruppo dell'högbomite . |         |
| Gruppo dell'humboldtina                     | andreybulakhite · glushinskite · humboldtina · katsarosite · lindbergite | [ 107 ] |
| Gruppo dell'humite                          | Suddiviso in quattro sottogruppi · | [ 108 ] |
| Gruppo dell'idrotalcite                     | desautelsite · droninoite · idrotalcite · idrotalcite-3R · iowaite · kaznakhtite · meixnerite · piroaurite · poellmannite · reevesite · stichtite · takovite · woodallite | [ 109 ] |
| Gruppo dell'iranite                         | emiedrite · iranite · raygrantite | [ 110 ] |
| Gruppo della ivanyukite                     | ivanyukite-Cu · ivanyukite-K · ivanyukite-Na · ivanyukite-Na-C | [ 111 ] |
| Gruppo dell'ixiolite                        | ixiolite-(Fe2+) · ixiolite-(Mn2+) · nioboixiolite-(Mn2+) · nioboixiolite-(☐) · nioboixiolite-(Fe3+) | [ 112 ] |
| Gruppo della jahnsite                       | Suddiviso in due sottogruppi: sottogruppo della jahnsite: jahnsite-(CaFeFe) · jahnsite-(CaFeMg) · jahnsite-(CaMnFe) · jahnsite-(CaMnMg) · jahnsite-(CaMnMn) · jahnsite-(CaMnZn) · jahnsite-(MnMnFe) · jahnsite-(MnMnMg) · jahnsite-(MnMnMn) · jahnsite-(MnMnZn) · jahnsite-(NaFeMg) · jahnsite-(NaMnMg) · jahnsite-(NaMnMn) · keckite sottogruppo della whiteite: rittmannite · whiteite-(CaFeMg) · whiteite-(CaMgMg) · whiteite-(CaMnFe) · whiteite-(CaMnMg) · whiteite-(CaMnMn) · whiteite-(MnFeMg) · whiteite-(MnMnMg) · whiteite-(MnMnMn) | [ 113 ] |
| Gruppo della kieserite                      | cobaltkieserite · dwornikite · ermeloite · gunningite · kieserite · serrabrancaite · szmikite · szomolnokite | [ 114 ] |
| Gruppo della koritnigite                    | cobaltkoritnigite · koritnigite · magnesiokoritnigite | [ 115 ] |
| Gruppo della kozoite                        | kozoite-(La) · kozoite-(Nd) | [ 116 ] |
| Gruppo della krautite                       | krautite · yvonite | [ 117 ] |
| Gruppo della kuvaevite                      | ferrotorryweiserite · kuvaevite · tamuraite · torryweiserite | [ 118 ] |
| Gruppo della labuntsovite                   | labuntsovite-Fe · labuntsovite-Mg · labuntsovite-Mn | [ 119 ] |
| Gruppo della lamprofillite                  | baritolamprofillite · bornemanite · delindeite · emmerichite · epistolite · fluorbaritolamprofillite · fluorlamprofillite · fosfoinnelite · innelite · kazanskyite · lamprofillite · lileyite · nabalamprofillite · nechelyustovite · polifite · saamite · shkatulkalite · vuonnemite · zvyaginite | [ 120 ] |
| Gruppo della langbeinite                    | calciolangbeinite · efremovite · ferroefremovite · langbeinite · manganolangbeinite | [ 121 ] |
| Gruppo della latiumite                      | latiumite · levantite | [ 122 ] |
| Gruppo della laueite                        | ferrolaueite · gordonite · kastningite · kummerite · laueite · mangangordonite · paravauxite · sigloite · stewartite · ushkovite | [ 123 ] |
| Gruppo della lazulite                       | barbosalite · hentschelite · lazulite · meizhouite · scorzalite · wilhelmkleinite | [ 124 ] |
| Gruppo della leonite                        | leonite · mereiterite | [ 125 ] |
| Gruppo della lovozerite                     | Suddiviso in tre sottogruppi: | [ 126 ] |
| Gruppo della ludlamite                      | ludlamite · metaswitzerite · sterlinghillite · switzerite | [ 127 ] |
| Gruppo della magnetoplumbite                | Suddivisa in tre sottogruppi. · | [ 128 ] |
| Gruppo della maghrebite                     | césarferreiraite · maghrebite | [ 129 ] |
| Gruppo della malhmoodite                    | malhmoodite · zigrasite | [ 130 ] |
| Gruppo della manitobaite                    | manitobaite | [ 131 ] |
| Gruppo della matildite                      | bohdanowiczite · matildite · volynskite | [ 132 ] |
| Gruppo della mckelveyite                    | alicewilsonite-(YCe) · alicewilsonite-(YLa) · bainbridgeite-(NdCe) · bainbridgeite-(YCe) · donnayite-(Y) · ewaldite · mckelveyite-(Nd) · mckelveyite-(Y) · weloganite | [ 133 ] |
| Gruppo della melilite                       | åkermanite · alumoåkermanite · bennesherite · ferri-gehlenite · ferroåkermanite · gehlenite · gugiaite · hardystonite · idrossilgugiaite · okayamalite | [ 134 ] |
| Gruppo della melonite                       | berndtite · kitkaite · melonite · merenskyite · moncheite · shuangfengite · sudovikovite | [ 135 ] |
| Gruppo della mendozavilite                  | melkovite · mendozavilite-KCa · mendozavilite-NaCu · mendozavilite-NaFe | [ 136 ] |
| Gruppo della merillite                      | Suddiviso in due sottogruppi: sottogruppo della merillite: changesite-(Y) · deynekoite sottogruppo della whitlockite: hedegaardite · stronziowhitlockite · whitlockite · wopmayite | [ 137 ] |
| Gruppo della meta-autunite                  | abernathyite · chernikovite · lehnerite · meta-ankoleite · meta-autunite · metaheinrichite · metakahlerite · metakirchheimerite · metalodèvite · metanatroautunite · metanováčekite · metarauchite · metasaléeite · metatorbernite · metauranocircite · metauranospinite · metazeunerite · natrouranospinite · trögerite · uramarsite · uramphite | [ 138 ] |
| Gruppo della metavariscite                  | bonacinaite · kolbeckite · metavariscite · fosfosiderite | [ 139 ] |
| Gruppo delle miche                          | Lo stesso argomento in dettaglio: Gruppo delle miche . | [ 140 ] |
| Gruppo della microlite                      | fluorcalciomicrolite · fluornatromicrolite · idrokenomicrolite · idromicrolite · idrossicalciomicrolite · idrossikenomicrolite · idrossinatromicrolite · idrossilstibiomicrolite · kenoplumbomicrolite · ossibismutomicrolite · ossicalciomicrolite · ossistannomicrolite · ossistibiomicrolite · uranmicrolite · yttromicrolite | [ 141 ] |
| Gruppo del minio                            | igelströmite · manganoschafarzikite · minio · schafarzikite · trippkeite | [ 142 ] |
| Gruppo della mixite                         | agardite-(Ce) · agardite-(La) · agardite-(Nd) · agardite-(Y) · calciopetersite · goudeyite · mixite · petersite-(Ce) · petersite-(La) · petersite-(Y) · plumboagardite · zálesíite | [ 143 ] |
| Gruppo della monazite                       | monazite-(Ce) · monazite-(Gd) · monazite-(La) · monazite-(Nd) · monazite-(Sm) | [ 144 ] |
| Gruppo della murmanite                      | calciomurmanite · kolskyite · lomonosovite · murmanite · paralomonosovite · quadrufite · schüllerite · selivanovaite · sobolevite · vigrishinite | [ 145 ] |
| Gruppo della namuwite                       | bechererite · gordaite · guarinoite · hanahanite · haywoodite · hodgesmithite · lahnsteinite · namuwite · osakaite · ramsbeckite · thérèsemagnanite · tzeferisite | [ 146 ] |
| Gruppo della neptunite                      | magnesioneptunite · manganoneptunite · neptunite · rotherkopfite · watatsumiite | [ 147 ] |
| Gruppo del nichel                           | alluminio nativo · nichel nativo · piombo nativo | [ 148 ] |
| Gruppo della nigerite                       | Lo stesso argomento in dettaglio: Supergruppo dell'högbomite . |         |
| Gruppo della nolanite                       | akdalaite · ferridrite · nolanite | [ 149 ] |
| Gruppo della northupite                     | ferrotychite · manganotychite · northupite · tychite | [ 150 ] |
| Gruppo dell'olivenite                       | adamite · auriacusite · eveite · libethenite · olivenite · zincolibethenite · zincolivenite | [ 151 ] |
| Gruppo dell'olivina                         | calcio-olivina · fayalite · forsterite · glaucochroite · kirschsteinite · laihunite · liebenbergite · monticellite · tephroite · olivina | [ 152 ] |
| Gruppo dell'ortopinakiolite                 | blatterite · chestermanite · ortopinakiolite · takéuchiite | [ 153 ] |
| Gruppo degli ossispinelli                   | Lo stesso argomento in dettaglio: Supergruppo dello spinello . | [ 154 ] |
| Gruppo dell'osumilite                       | agakhanovite-(Y) · almarudite · aluminosugilite · armenite · berezanskite · brannockite · chayesite · darapiozite · dusmatovite · eifelite · friedrichbeckeite · klöchite · laurentthomasite · merrihueite · milarite · oftedalite · osumilite · osumilite-(Mg) · poudretteite · roedderite · shibkovite · sogdianite · sugilite · trattnerite · yagiite | [ 155 ] |
| Gruppo dell'overite                         | manganosegelerite · overite · segelerite · wilhelmvierlingite | [ 156 ] |
| Gruppo della palmierite                     | kalistrontite · palmierite | [ 157 ] |
| Gruppo della palygorskite                   | ikorskyite · palygorskite · raite · tuperssuatsiaite · windhoekite · windmountainite · yofortierite | [ 158 ] |
| Gruppo della parisite                       | parisite-(Ce) · parisite-(La) · parisite-(Nd) | [ 159 ] |
| Gruppo della paulkerrite                    | benyacarite · fluor-rewitzerite · fluormacraeite · hochleitnerite · idrossilbenyacarite · macraeite · mantienneite · paulkerrite · pleysteinite · rewitzerite · sperlingite | [ 160 ] |
| Gruppo della pearceite-polibasite           | argentopearceite · argentopolibasite · argentopolibasite-T2ac · auropearceite · auropolibasite · benleonardite · cupropearceite · cupropolibasite · pearceite · polibasite · selenopolibasite | [ 161 ] |
| Gruppo della pentlandite                    | argentopentlandite · cobaltpentlandite · geffroyite · oberthürite · pentlandite · shadlunite · sugakiite | [ 162 ] |
| Gruppo delle perovskiti stechiometriche     | Lo stesso argomento in dettaglio: Supergruppo della perovskite . | [ 163 ] |
| Gruppo delle perovskiti non stechiometriche | Lo stesso argomento in dettaglio: Supergruppo della perovskite . | [ 164 ] |
| Gruppo della picromerite                    | boussingaultite · cianocroite · katerinopoulosite · mohrite · nickelboussingaultite · nickelpicromerite · picromerite | [ 165 ] |
| Gruppo della pirite                         | aurostibite · cattierite · dzharkenite · erlichmanite · fukuchilite · gaotaiite · geversite · hauerite · insizwaite · kruťaite · laurite · penroseite · pirite · sperrylite · trogtalite · vaesite · villamanínite | [ 166 ] |
| Gruppo del pirocloro                        | cesiokenopirocloro · fluorcalciopirocloro · fluoridropirocloro · fluorkenopirocloro · fluornatropirocloro · fluorplumbopirocloro · fluorstronziopirocloro · idrokenopirocloro · idropirocloro · idrossicalciopirocloro · idrossikenopirocloro · idrossimanganopirocloro · idrossinatropirocloro · idrossiplumbopirocloro · kenoplumbopirocloro · ossicalciopirocloro · ossinatropirocloro · ossiplumbopirocloro · ossiyttropirocloro-(Y) | [ 167 ] |
| Gruppo della pirofillite-talco              | ferripirofillite · minnesotaite · talco · willemseite | [ 168 ] |
| Gruppo del pirosseno                        | Lo stesso argomento in dettaglio: Pirosseno . | [ 169 ] |
| Gruppo della plagionite                     | fülöppite · eteromorfite · plagionite · semseyite | [ 170 ] |
| Gruppo della plumbogummite                  | benauite · crandallite · eylettersite · florencite-(Ce) · florencite-(La) · florencite-(Nd) · florencite-(Sm) · galloplumbogummite · gorceixite · goyazite · kintoreite · kintoreite-2c · plumbogummite · springcreekite · waylandite · zaïrite | [ 171 ] |
| Gruppo della preisingerite                  | petitjeanite · preisingerite · schumacherite | [ 172 ] |
| Gruppo della priderite                      | henrymeyerite · mannardite · priderite · redledgeite | [ 173 ] |
| Gruppo della pseudobrookite                 | armalcolite · ferropseudobrookite · griffinite · pseudobrookite · sassite | [ 174 ] |
| Gruppo della pumpellyite                    | Suddivisa in tre sottogruppi: sottogruppo della julgoldite: julgoldite-(Fe2+) · julgoldite-(Fe3+) · julgoldite-(Mg) sottogruppo della pumpellyite: pumpellyite-(Al) · pumpellyite-(Fe2+) · pumpellyite-(Fe3+) · pumpellyite-(Mg) · pumpellyite-(Mn2+) sottogruppo della shuiskite: shuiskite-(Cr) · shuiskite-(Mg) | [ 175 ] |
| Gruppo della radekškodaite                  | radekškodaite-(Ce) · radekškodaite-(La) · zilbermintsite-(La) | [ 176 ] |
| Gruppo della ralstonite                     | idrokenoralstonite | [ 177 ] |
| Gruppo del rame                             | argento nativo · oro nativo · rame nativo | [ 178 ] |
| Gruppo del retzian                          | retzian-(Ce) · retzian-(La) · retzian-(Nd) | [ 179 ] |
| Gruppo della reyerite                       | kodamaite · minehillite · reyerite · truscottite | [ 180 ] |
| Gruppo della rhönite                        | dorrite · høgtuvaite · leucorhönite · makarochkinite · rhönite · serendibite · welshite | [ 181 ] |
| Gruppo della rinkite                        | batievaite-(Y) · fogoite-(Y) · götzenite · grenmarite · hainite-(Y) · kochite · mosandrite-(Ce) · nacareniobsite-(Ce) · nacareniobsite-(Y) · rinkite-(Ce) · rinkite-(Y) · rosenbuschite · roumaite · seidozerite | [ 182 ] |
| Gruppo della rinneite                       | clormanganokalite · rinneite · saltonseaite | [ 183 ] |
| Gruppo della rockbridgeite                  | ferrirockbridgeite · ferrorockbridgeite · frondelite · manganrockbridgeite · plimerite · rockbridgeite | [ 184 ] |
| Gruppo della rodonite                       | ferrorodonite · rodonite · vittinkiite | [ 185 ] |
| Gruppo della roméite                        | cuproroméite · fluorcalcioroméite · fluornatroroméite · idrossicalcioroméite · ossicalcioroméite · ossiplumboroméite | [ 186 ] |
| Gruppo della rosasite                       | chukanovite · glaukosphaerite · kolwezite · malachite · mcguinnessite · nullaginite · parádsasvárite · perchiazziite · pokrovskite · rosasite · zincrosasite | [ 187 ] |
| Gruppo della rozenite                       | aplowite · boyleite · drobecite · ilesite · rozenite · starkeyite | [ 188 ] |
| Gruppo della ruizite                        | ruizite · stronzioruizite · taniajacoite | [ 189 ] |
| Gruppo della sartorite                      | argentobaumhauerite · argentodufrénoysite · argentoliveingite · barikaite · baumhauerite · bernarlottiite · boscardinite · carducciite · decatriasartorite · dufrénoysite · écrinsite · enneasartorite · guettardite · endecasartorite · eptasartorite · hyršlite · incomsartorite · interliveingite · liveingite · parapierrotite · philrothite · pierrotite · polloneite · rathite · sartorite · twinnite · veenite | [ 190 ] |
| Gruppo della saffirina                      | addibischoffite · khmaralite · louisfuchsite · saffirina · warkite | [ 191 ] |
| Gruppo della samarskite                     | calciosamarskite · ishikawaite · samarskite-(Y) · samarskite-(Yb) · shakhdaraite-(Y) · srilankite · yttrotantalite-(Y) · tantalaeschynite-(Ce) | [ 192 ] |
| Gruppo della scheelite                      | powellite · ronpetersonite · scheelite · stolzite · wulfenite | [ 193 ] |
| Gruppo della schoonerite                    | schmidite · schoonerite · wildenauerite · wilhelmgümbelite | [ 194 ] |
| Gruppo della schorlomite                    | hutcheonite · kimzeyite · irinarassite · schorlomite · kerimasite · toturite | [ 195 ] |
| Gruppo del selenio                          | selenio nativo · tellurio nativo | [ 196 ] |
| Gruppo dei seleniospinelli                  | Lo stesso argomento in dettaglio: Supergruppo dello spinello . | [ 197 ] |
| Gruppo della sepiolite                      | falcondoite · ferrisepiolite · loughlinite · sepiolite | [ 198 ] |
| Gruppo della silice                         | chibaite · coesite · cristobalite · keatite · lechatelierite · melanoflogite · mogánite · opale-AG · opale-AN · opale-C · opale-CT · quarzo · quarzo-beta · seifertite · stishovite · tridimite · β-cristobalite · β-tridimite | [ 199 ] |
| Gruppo della smectite                       | beidellite · ferrosaponite · hectorite · montmorillonite · nontronite · pimelite · saliotite · saponite · sauconite · stevensite · swinefordite · volkonskoite · yakhontovite · zincsilite | [ 200 ] |
| Gruppo della sodalite                       | bolotinaite · haüyne · lazurite · nosean · sapozhnikovite · slyudyankaite · sodalite · trikalsilite · trinefelina · tsaregorodtsevite · vladimirivanovite · yoshiokaite | [ 201 ] |
| Gruppo della stannite                       | briartite · černýite · famatinite · ferrokësterite · hocartite · kësterite · keutschite · kuramite · luzonite · omariniite · permingeatite · petrukite · pirquitasite · richardsite · stannite · stannoidite · velikite · zincobriartite | [ 202 ] |
| Gruppo della stibnite                       | antimonselite · bismutinite · guanajuatite · stibnite | [ 203 ] |
| Gruppo dello stilpnomelano                  | calcodite · franklinfilite · lennilenapeite · parsettensite · stilpnomelano | [ 204 ] |
| Gruppo della taaffeite                      | Suddiviso in due sottogruppi: sottogruppo della ferrotaaffeite: ferrotaaffeite-2N'2S · ferrotaaffeite-6N'3S sottogruppo della magnesiotaaffeite: magnesiotaaffeite-2N'2S · magnesiotaaffeite-2N'2S2 · magnesiotaaffeite-6N'3S | [ 205 ] |
| Gruppo della tapiolite                      | tapiolite-(Fe) · tapiolite-(Mn) | [ 206 ] |
| Gruppo della tetradimite                    | baksanite · ehrigite · hedleyite · hitachiite · ingodite · joséite-B · kawazulite · paraguanajuatite · pilsenite · skippenite · sulfotsumoite · tellurantimonio · tellurobismutite · telluronevskite · tetradimite · tsumoite · vihorlatite · zipserite | [ 207 ] |
| Gruppo della tetraedrite                    | Suddiviso in molti sottogruppi · | [ 208 ] |
| Gruppo dei tiospinelli                      | Lo stesso argomento in dettaglio: Supergruppo dello spinello . | [ 209 ] |
| Gruppo della tilasite                       | arsenatrotitanite · durangite · isokite · kononovite · lacroixite · maxwellite · panasqueiraite · reznitskyite · tilasite | [ 210 ] |
| Gruppo della titanite                       | malayaite · natrotitanite · titanite · vanadomalayaite · zabińskiite | [ 211 ] |
| Gruppo della tobermorite                    | kenotobermorite · tobermorite | [ 212 ] |
| Gruppo della trifilite                      | eterosite · karenwebberite · litiofilite · natrofilite · purpurite · simferite · trifilite | [ 213 ] |
| Gruppo della triplite                       | triplite · triploidite · wolfeite · zwieselite | [ 214 ] |
| Gruppo della trippkeite                     | versiliaite | [ 215 ] |
| Gruppo della tsumcorite                     | alumolukrahnite · cabalzarite · cobaltlotharmeyerite · cobalttsumcorite · ferrilotharmeyerite · gartrellite · helmutwinklerite · kaliocalcite · krettnichite · lotharmeyerite · lukrahnite · manganlotharmeyerite · mawbyite · mounanaite · natrocalcite · nickellotharmeyerite · nickelschneebergite · nickeltsumcorite · fosfogartrellite · rappoldite · schneebergite · thometzekite · tsumcorite · yancowinnaite · zincgartrellite | [ 216 ] |
| Gruppo della tuite                          | gurimite · mazorite · tuite | [ 217 ] |
| Gruppo della turchese                       | aheylite · calcosiderite · faustite · planerite · turchese | [ 218 ] |
| Gruppo della valleriite                     | ekplexite · ferrotochilinite · ferrovalleriite · haapalaite · tochilinite · valleriite · yushkinite | [ 219 ] |
| Gruppo della variscite                      | mansfieldite · scorodite · strengite · variscite · yanomamite | [ 220 ] |
| Gruppo della västmanlandite                 | västmanlandite-(Ce) | [ 221 ] |
| Gruppo della vesuvianite                    | alumovesuvianite · ciprina · fluorvesuvianite · hongheite · magnesiovesuvianite · manaevite-(Ce) · manganvesuvianite · milanriederite · modraite · vesuvianite · wiluite | [ 222 ] |
| Gruppo della vicanite                       | arrheniusite-(Ce) · hundholmenite-(Y) · laptevite-(Ce) · okanoganite-(Y) · proshchenkoite-(Y) · vicanite-(Ce) | [ 223 ] |
| Gruppo della vivianite                      | annabergite · arupite · babánekite · barićite · cabrerite · eritrite · hörnesite · köttigite · manganohörnesite · monteneroite · pakhomovskyite · parasymplesite · vivianite | [ 224 ] |
| Gruppo della voltaite                       | ammoniomagnesiovoltaite · ammoniovoltaite · magnesiovoltaite · pertlikite · voltaite · zincovoltaite | [ 225 ] |
| Gruppo della welinite                       | barwoodite · franciscanite · örebroite · scorticoite · welinite | [ 226 ] |
| Gruppo della wermlandite                    | erssonite · karchevskyite · motukoreaite · natroglaucocerinite · nikischerite · shigaite · wermlandite | [ 227 ] |
| Gruppo della wodginite                      | achalaite · ferrotitanowodginite · ferrowodginite · litiotantite · litiowodginite · tantalowodginite · titanowodginite · wodginite | [ 228 ] |
| Gruppo della wolframite                     | dmitryvarlamovite · ferberite · heftetjernite · huanzalaite · hübnerite · krasnoselskite · nioboheftetjernite · rossovskyite · sanmartinite | [ 229 ] |
| Gruppo della wollastonite                   | barrydawsonite-(Y) · bustamite · cascandite · dalnegorskite · ferrobustamite · mendigite · murakamiite · pectolite · schizolite · sérandite · tanohataite · vistepite · wollastonite | [ 230 ] |
| Gruppo della wöhlerite                      | baghdadite · burpalite · cuspidina · hiortdahlite · janhaugite · låvenite · madeiraite · moxuanxueite · niocalite · normandite · pilanesbergite · wöhlerite | [ 231 ] |
| Gruppo della wyllieite                      | ferroqingheiite · ferrorosemaryite · ferrowyllieite · fupingqiuite · magnesioqingheiite · qingheiite · rosemaryite · wyllieite | [ 232 ] |
| Gruppo dello xenotime                       | anningite-(Ce) · chernovite-(Y) · pretulite · wakefieldite-(Ce) · wakefieldite-(La) · wakefieldite-(Nd) · wakefieldite-(Y) · xenotime-(Gd) · xenotime-(Y) · xenotime-(Yb) | [ 233 ] |
| Gruppo della zadovite                       | aradite · gazeevite · stracherite · zadovite | [ 234 ] |
| Gruppo delle zeoliti                        | Lo stesso argomento in dettaglio: Zeolite . | [ 235 ] |
| Gruppo della zippeite                       | ammoniozippeite · cobaltzippeite · magnesiozippeite · natrozippeite · nickelzippeite · plavnoite · pseudojohannite · sejkoraite-(Y) · zinczippeite · zippeite | [ 236 ] |
| Gruppo dello zircone                        | coffinite · hafnon · reidite · stetindite-(Ce) · thorite · zircone | [ 237 ] |
| Gruppo della zorite                         | chivruaiite · escheite · haineaultite · zorite | [ 238 ] |
| Serie degli omologhi alla cuprobismutite    | cuprobismutite · hodrušite · kupčíkite | [ 239 ] |
| Serie degli omologhi alla lillianite        | andreadiniite · arsenquatrandorite · aschamalmite · clino-oscarkempffite · erzwiesite · eskimoite · fizélyite · gustavite · heyrovskýite · holubite · jasrouxite · lasmanisite · lazerckerite · lillianite · menchettiite · oscarkempffite · ourayite · oyonite · quatrandorite · ramdohrite · roshchinite · schirmerite · senandorite · staročeskéite · tarutinoite · terrywallaceite · treasurite · uchucchacuaite · ustarasite · vikingite · xilingolite | [ 241 ] |
| Serie degli omologhi alla pavonite          | benjaminite · cupromakopavonite · cupromakovickyite · cupropavonite · dantopaite · graţianite · grumiplucite · kudriavite · luboržákite · makovickyite · mummeite · pavonite | [ 243 ] |
| Serie degli omologhi alla kobellite         | giessenite · izoklakeite · kobellite · tintinaite | [ 244 ] |
| (Gruppo delle) Tormaline                    | adachiite · alumino-ossi-rossmanite · bosiite · celleriite · cromodravite · cromo-alumino-povondraite · darrellhenryite · dravite · dutrowite · elbaite · ertlite · ferro-bosiite · feruvite · fluor-buergerite · fluor-dravite · fluor-elbaite · fluor-liddicoatite · fluor-rossmanite · fluor-sciorlite · fluor-tsilaisite · fluor-uvite · foitite · liddicoatite · lucchesiite · magnesio-dutrowite · magnesio-foitite · magnesio-lucchesiite · maruyamaite · olenite · ossi-cromo-dravite · ossi-dravite · ossi-foitite · ossi-rossmanite · ossi-sciorlite · ossi-uvite · ossi-vanadio-dravite · povondraite · princivalleite · rossmanite · sciorlite · tsilaisite · uvite · vanadio-ossi-cromo-dravite · vanadio-ossi-dravite | [ 245 ] |